# Holcosus sinister
Holcosus sinister — вид ящірок родини теїдових (Teiidae). Ендемік Мексики.

## Поширення і екологія
Holcosus sinister мешкають на тихоокеанському узбережжі Мексики (від Халіско до Мічоакана), а також вглибині країни в басейні річки Бальсас. Вони живуть на узліссях тропічних лісів, в садах і на плантаціях.